# Marek Suslik
Marek Suslik pseud. "White Wolf Marco" – pochodzący z Tychów podróżnik, motocyklista.

## Wyprawy
- 20 stycznia 2018 podróż motocyklem z Tychów na Nordkapp. Przejechał 6920,5 km w ciągu 14 dni i 15 godzin. Przy temperaturach dochodzących -32 st. C[2]
- styczeń 2019 podróż do Moskwa[3]
- 4 stycznia 2020 wyruszył motocyklem z Tychów do pierwotnie do Ojmiakonu jednak ze wzdlędu na awarię sprzętu zakończył podróż w Jakucku. Pokonał 11 tysięcy kilometrów w 21 dni, przy temperaturze dochodzącej do minus 50 stopni Celcjusza[4][5]

## Nagrody
- Kolos w kategorii Wyczyn - wyróżnienie za udane zaadaptowanie siebie i sprzętu do ekstremalnych temperatur i warunków syberyjskiej zimy[6]